# Lilliestierna (427)
Lilliestierna med matrikelnummer 427, är en utdöd svensk äldre utslocknad adelssläkt   adelsätt, vilken har ersatts med en ny ätt med samma namn. Ätterna har olika vapensköldar.
Den äldre adelsätten Lilliestierna härstammade från Bo Bjugg som var borgmästare i Stockholm och far till Jöns Bosson Bjugg, som efter diverse uppdrag i kronans tjänst adlades 1648 med namnet Lilliestierna. 
Släkten introducerades året därpå på nummer 427, men slocknade på svärdssidan med Jöns Bosson själv. 
Hans enda barn, Ursula till Lidboholm, var i sitt första äktenskap mor till Magnus Gabriel von Block, och i sitt andra äktenskap gift med superintendenten Petrus Stjernman.
Möjligen var de släkt med befallningsmannen på Stockholms slott Nils Bjugg vars dotter Christina Bjugg var gift med Olof Person som var rådman i Stockholm och blev stamfar för den yngre ätten Lilliestierna med nummer 888.